# 160000 Lemmon
160000 Lemmon este o planetă minoră (asteroid), cu un diametru de 4,927 km, din centura de asteroizi. A fost descoperită pe 2 aprilie 2006 la Mount Lemmon⁠(d) de Mount Lemmon Survey⁠(d) și a fost numită după Sara Plummer Lemmon⁠(d). 
Obiectul prezintă o orbită caracterizată de o semiaxă mare de 3,0680611774031 UAi, o excentricitate de 0,11764370236331, o înclinație de 8,8627162915114 ° în raport cu ecliptica.